# درون‌هسته

(۱)غشای هسته (۱الف)پوستهٔ بیرونی (۱ب)پوستهٔ درونی (۲)هستک (۳)درون‌هسته (۴)کروماتین (۵)ریبوزوم منافذ هسته

درون‌هسته ، نوکلئوپلاسم یا کاریوپلاسم ماده ی ژلاتینی است که درون هستهٔ یاخته قرار دارد و توسط پوستهٔ هسته احاطه شده است. این ماده حاوی ۷۰٪ تا ۹۰٪ آب است و pH آن نزدیک ۷ می‌باشد.
درون‌هسته دارای ریبوزوم، نوکلئوتید و مقدار زیادی آنزیم است که در ساخت دی‌ان‌ای و آران‌ای یا ذخیره‌سازی آت‌پ، کربوهیدرات، چربی و نوکلئوتید نقش دارند. به علاوه، تمامی اطلاعات ژنتیکی که به صورت کروماتین ظاهر می‌شوند و نیز هستک توسط این مایع احاطه شده‌اند.